# Óscar Esplá
Óscar Esplá y Triay (Alicante, 5 de agosto de 1886 - Madrid, 6 de enero de 1976) fue un compositor español.

## Biografía
Oscar Esplá inició su formación como músico siendo aún niño, pero, siguiendo el deseo paterno, estudió ingeniería y filosofía en la Universidad de Barcelona. Durante el verano de 1905, se convertirá en director de la agrupación de pulso y púa La Wagneriana de Alicante, en sustitución de su director titular Marcos Ortiz.  En 1911, tras obtener el premio de la Sociedad Musical Nacional de Viena con su Suite Levantina, decidió dedicarse de lleno a la música.
Hasta ese momento, su formación como compositor había sido casi por completo autodidacta; se trasladó a Alemania para comenzar estudios de composición y dirección con Max Reger, y un año más tarde a París para estudiar con Camille Saint-Saëns. Sin embargo, el estilo de sus obras no se aproximó al de sus maestros, asemejándose más al de Claude Debussy en su tratamiento armónico.
Esplá compuso numerosas piezas en las dos décadas siguientes y alcanzó una modesta notoriedad, aunque su fama fue eclipsada por la de su contemporáneo Manuel de Falla. En 1924 restauró mediante una revisión escénica y musical el Misterio de Elche, drama sacro-lírico religioso del siglo XV y en 1930 le fue ofrecida una cátedra en el Conservatorio de Madrid, actividad que compaginó con la presidencia de la Junta Nacional de Música. El 20 de agosto de 1936 publica la Gaceta de la República su nombramiento como Director del Conservatorio Nacional de Música y Declamación de Madrid. Esplá era republicano, pero sentía amenazada su vida y la de su familia, así que el mismo año de 1936 marcha a Bélgica con los suyos. Por otra parte, temía Esplá la represión de los nacionales y no pudo regresar a España hasta 1951.

A medida que pasaba el tiempo y la guerra se prolongaba, la situación del compositor era cada vez más precaria ya que no podía disponer de sus bienes en España. Gracias a Jean Absil fue contratado para colaborar en el diario Le Soir (1940-1943), que habiendo sido incautado por los nazis mantenía entonces una línea colaboracionista. Esplá no dudó en defender desde las páginas de Le Soir a compositores judíos y a otros autores "prohibidos". No obstante, tras la guerra, se le prohibió el ejercicio del periodismo en Bélgica.

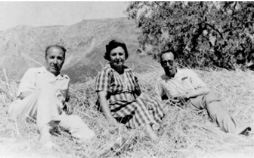
Óscar Esplá (derecha) con Germán Bernácer y su mujer, María Guardiola, en la Sierra de Aitana (Alicante)

Se hallaba en una situación económica difícil cuando se le ofreció la dirección del recién creado Laboratorio de Ciencia Musical en Bruselas en 1946, para investigar la psicología de la música y la acústica; el laboratorio se extinguió poco después, y Esplá se trasladó a París, donde trabajó con compositores como Salabert y recibió ayuda de Unesco para paliar sus dificultades económicas.

Regresó a España, gracias a la mediación de Germán Bernácer Tormo en 1951, tras pagar una cuantiosa multa con sus bienes españoles. La protección del infante de Baviera y la necesidad para el Régimen de capitalizar a los intelectuales que venían del exilio, le permitió disfrutar de unos últimos años apacibles y de éxito. El 9 de mayo de 1956 es elegido como académico de la Académie des Beaux-Arts de París. En 1959 le conceden la Gran Cruz de Alfonso X el Sabio (B.O.E. 02.04.1959).

Sin embargo, se negó a colaborar en la celebración auspiciada por el régimen de los "XXV años de Paz". En 1962 fue nombrado delegado local del Consejo Internacional de la Música creado por la Unesco.
Óscar Esplá fue un ejemplo poco común de músico con varias carreras universitarias. Persona cosmopolita, con amistades internacionales y amplia cultura, cultivó también con esmero la amistad de otros artistas de su tierra como el escritor Gabriel Miró y el pintor Emilio Varela, con quienes forma un trío de creadores excepcionales que marcó una época sin parangón en la Historia del arte alicantino.
Falleció en Madrid en 1976 y fue enterrado en el monasterio de la Santa Faz de su ciudad natal, tal y como fue su deseo, recibiendo sepultura el 8 de enero a la izquierda del altar mayor, donde se custodia la reliquia de la Santa Faz de Alicante. El Conservatorio Superior de Música de Alicante, centro de enseñanza del que fue director el maestro Esplá en 1960, así como una de las avenidas más importantes del centro comercial de Alicante, cercana a la estación del ferrocarril, llevan su nombre.

## Catálogo de obras
La cronología de las obras es en parte problemática debido a la ausencia de ciertos manuscritos, perdidos a causa del exilio del compositor, y a la existencia de diferentes versiones.
| Piano | Cámara | Orquesta | Concierto | Vocal | Ópera | Ballet |
| ----- | ------ | -------- | --------- | ----- | ----- | ------ |

### Piano
- Romanza antigua (1905; pub. Iberia Musical, Barcelona, 1916 y Éditions Durand-Salabert-Eschig, París, 1928). Considerada la primera obra del compositor.
- Impresiones musicales, opus 2 (1905-1909)

1. En el hogar
2. Barba Azul
3. Caperucita Roja
4. Cenicienta
5. Antaño

- Scherzo, opus 5 (1909) Primera publicación.
- Crepúsculum, opus 15 (1912)

- Suite de pequeñas piezas (1913)

1. Preludio (sobre J-S. Bach)
2. Canción de cuna
3. Arie de danza pastoril (sobre D. Scarlatti)
4. Ronda levantina
5. Paso de opereta (sobre J. Offenbach)

- Levante (1916)

1. Allegretto moderato
2. Andante
3. Allegro non molto
4. Andantino
5. Andante
6. Allegretto
7. Allegro moderato
8. Moderato
9. Allegro ritmico
10. Allegro animato

- La pájara pinta, opus 25 (1916-1920, pub. 1929) Orquestada posteriormente.

1. El Conde de Cabra
2. Doña Escotofina
3. Anton Pirulero

- Tres movimientos (1921, pub. 1931) Estrenado por Eduardo del Pueyo (Bruselas, 5 y 6 de octubre de 1943).

1. Estudio (Allegro giusto)
2. Danza antigua (Allegretto moderato)
3. Paso doble (Allegro rítmico)

- Cantos de Antaño, piezas infantiles (1930)

1. Danza (Andante poco mosso)
2. Berceuse
3. Tarana (Allegro moderato)

- La sierra, suite folclórica (1930-1936)

1. Canto de vendimia
2. Aire pastoral
3. Danza levantina

- Sonata española, opus 53 Homenaje a Chopin (1949). Encargo de la UNESCO. Estrenada por Arnaldo Estrella en París, Sala Gaveau (3 de octubre de 1949).

1. Andante romántico
2. Mazurca sobre un tema popular (Tempo di mazurka)
3. Allegro brioso

- Lírica española, opus 54 (I) Bocetos levantinos (vers 1930, pub. Unión Musical Ediciones, Madrid 1952-54) Dedicado a María Victoria, su mujer.

1. Evocacion costeña
2. Danza del valle
3. Canción de cuna
4. Paso de baile serrano
5. Nocturno. Canto de la umbría
6. Ritmos de la huerta

- Lírica española, opus 54 (II) Tonadas antiguas

1. Romance (Castilla)
2. Canto de trilla (Levante)
3. Conseja

- Lírica española, opus 54 (III) Cadencias españolas

1. Aire andaluz
2. Cadencia balear
3. Ritmo de bolero

- Lírica española, opus 54 (IV) Suite característica

1. Habanera
2. Ronda serrana
3. Sonatina playera

### Música de cámara
- Sonata para violín y piano en Si menor opus 9 (1913, rev. 1915 Unión Musical Ediciones, Madrid 2007[8]) Estrenada por Eduard Toldrá y Francisco Fuster (19 de noviembre de 1915). Dedicado al violinista Telmo Vela en 1917.

1. Allegro deciso non molto
2. Andante moderato
3. Allegreto scherzando
4. Allegreto moderato

- Canciones Playeras versión para violín y piano

1. Rutas
2. Pregón
3. Las 12
4. El pescador sin dinero
5. Coplilla

- Trío con piano (1917)

- Cuarteto de cuerda (1920)

- Cuarteto de cuerda

- Quinteto para cuerda y piano

- Confines para diversos instrumentos

### Música orquestal
- Suite en La bemol (1910) Inspirada en un poema de Gabriel Miró. Grand Prix del Concurso internacional de la National Gesellschaft “Die Musik” de Viena, 1911. Estrenada por el director de orquesta Ferdinand Löwe.

- Poema de niños, Suite levantina (Revisiones de la suite en la bemol de 1911 y 1914; pub. Max Eschig). Dedicado a su hermana Isolda. Estrenado por la Orquesta Sinfónica de Madrid dirigida por Enrique Fernández Arbós (Madrid, 31 de mayo de 1914).

- El sueño de Eros, (1912): Estrenado por la Orquesta Sinfónica de Madrid dirigida por Enrique Fernández Arbós (Madrid, 1912).

- Sinfonía en Re - manuscrito (1912)

- La pájara pinta (orquestación de las piezas para piano, 1921). Libreto de Rafael Alberti y figurines diseñados por Benjamín Palencia. Versión sinfónica estrenada en el Festival Internacional de Música y Danza de Granada por la Orquesta Nacional de España bajo la dirección de Ataúlfo Argenta en 1955.

- Don Quijote velando las armas [La veillée d'arme de Don Quichotte[9]], poema sinfónico (1924). Encargo de Manuel de Falla para la Orquesta Bética de Cámara. La pieza está dedicada a José Ortega y Gasset y fue estrenada en 1924 bajo la dirección de Ernesto Halffter. La versión para gran orquesta (1926) fue estrenada por la Orquesta Sinfónica de Madrid en el Teatro de la Zarzuela, dirigida por Fernández Arbós en 1927.

1. Preludio
2. Danza
3. Escena y Finale

- Suite Schubertiana (1928) compuesta con ocasión del I Centenario de la muerte de Schubert.

- Segundo concierto para cuerda (1956)

- Sinfonía Aitana, A la música tonal "In memoriam" (1958, finalizada en 1964). Estrenada por la Orquesta Nacional de España dirigida por Rafael Frühbeck de Burgos (Madrid, 31 de octubre de 1964).

1. Invocación. Lento
2. Allegro energico
3. Andante fugato
4. Allegro finale scherzando

- Sinfonía para coro y orquesta. Aparentemente estrenada por Serge Koussevitzky en Boston en 1950, se desconoce el paradero de la partitura.[10]

- Orquestaciones de piezas de Albéniz. Orquestación de las siguientes obras para piano de Isaac Albéniz: Granada, Cataluña, Sevilla, Cádiz, Asturias, Aragón, Castilla, Cuba, Córdoba y Puerta de Tierra.

### Concierto
- Sonata del sur para piano y orquesta, opus 52 (1943, vers. definitiva 1945). Dedicada al pianista Eduardo del Pueyo. Estrenada el 11 de octubre de 1945 por Eduardo del Pueyo y la Orquesta Nacional de Francia bajo la dirección de Franz André en el Teatro de los Campos Elíseos de París.

1. Allegro molto
2. Andante litúrgico (Andante moderato)
3. Allegro alla marcia (Tempo di Pasodoble)

### Obra vocal
- La Nochebuena del diablo cantata para soprano y orquesta (1923, pub. Max Eschig, París, 1924. Versión para gran orquesta pub. Max Eschig, 1930)
Sobre un texto de Rafael Alberti, se estructura en cuatro movimientos. Concebida originalmente como una cantata escénica sobre cuentos infantiles, no fue montada así hasta 1967. La versión de 1923 fue estrenada bajo la dirección de Bartolomé Pérez Casas (Palacio de la Música de Madrid, 1924) y la versión para gran orquesta por Enrique Fernández Arbós y la Orquesta Sinfónica de Madrid (1926).

- Soledades, para soprano y orquesta o piano (1927, pub. Max Eschig, París, 1929)
Compuesta para el III Centenario de la muerte de Luis de Góngora con textos de su poema Soledades. Con motivo del estreno, Falla presentó su Soneto a Córdoba.

- Canciones playeras, para soprano y orquesta o piano (1929 pub. Unión Musical Ediciones, Madrid 1930)
Con textos de El alba del alhelí de Rafael Alberti. Los cinco poemas llevan por título: Rutas, Pregón, Las doce, El pescador sin dinero, Coplilla.

- Himno republicano.
Contribución a la versión oficial del Himno de Riego durante la Segunda República Española (1931)

- Cantata de los Derechos Humanos (1968) Texto de Gerardo Diego.
Encargo con motivo del vigésimo aniversario de la Declaración Universal de los Derechos Humanos de la ONU. Estreno en el Teatro Real (Madrid) por el barítono Julio Catania, el recitador Manuel Dicenta, el Coro y la Orquesta Sinfónica de Radio Televisión Española dirigidos por Odón Alonso.

Música sacra
- Psalmo 129, De profundis (1966)
Dedicado a Antonio Iglesias. Estrenado en la antigua iglesia de San Miguel de Cuenca por los solistas Isabel Penagos, Inés Ribadeneyra, Julio Juliá y Antonio Campó, la Orquesta Filarmónica de Madrid y el Coro de la Universidad de Valencia dirigidos por Odón Alonso (8 de abril de 1967).

- Cantata sobre San Juan de la Cruz (1970)
Sobre el poema La llama de amor viva de San Juan de la Cruz. Encargo del ministerio de Información y Turismo para conmemorar el 400 aniversario del poeta místico. Estrenada en el Teatro Real por el Coro y la Orquesta Sinfónica de la RTVE con la soprano Dolores Pérez Cayuela, bajo la dirección de Enrique García Asensio.

### Ópera
- La fôret perdue (1909) Sobre "La bella durmiente del bosque" de Charles Perrault.
- La Balteira (1934, parcialmente perdida), con libreto de Irene Lewishon. Creada para la cantante y bailarina Anny Dankor. Se conservan los interludios.
- El pirata cautivo (1974) en un acto con libreto de Claudio de la Torre.
Encargo de la Dirección General de Bellas Artes. Estrenada el 29 de mayo de 1975 en el Teatro de la Zarzuela bajo la dirección de Rafael Frühbeck de Burgos.

### Ballet
- Cíclopes de Ifach (1918)
Compuesto para los Ballets Rusos de Serge Diaghilev, la pieza no se llegó a montar por disolución de la compañía. La suite sinfónica fue estrenada en el Festival de San Sebastián (del 15 al 17 de septiembre de 1917) por la Orquesta del Gran Casino bajo la dirección de Enrique Fernández Arbós.
- El Cotrabandista (1928), con libreto de Cipriano Rivas Cherif. Estrenado en París por Antonia Mercé «La Argentina».